# Balassagyarmat (distrikt)
Balassagyarmat är ett distrikt i Ungern. Det ligger i provinsen Nógrád, i den norra delen av landet, 60 km norr om huvudstaden Budapest.